# Charles-Augustin de Coulomb
Charles-Augustin de Coulomb (14. června 1736, Angoulême – 23. srpna 1806, Paříž) byl zakladatelem elektrostatiky a kvantitativních metod uvnitř ní. Je po něm pojmenována jednotka elektrického náboje Coulomb v soustavě SI.

## Život
Pocházel ze zámožné rodiny, jeho otcem byl inspektor královských dominií Henry Coulomb z Montpellier. Studoval přírodní vědy v Paříži na Collège des Quatre-Nations a v letech 1767 – 1776 pracoval v armádě jako vedoucí opevňovacích prací na ostrově Martinik. Po návratu do Paříže se věnoval výzkumům elektřiny a magnetismu. Jeho práce byla vysoce ceněna, stal se členem francouzské Akademie věd. Roku 1789, po vypuknutí francouzské revoluce, se vzdal všech úřadů i hodností (byl podplukovníkem) a stáhl se na svůj statek v Blois. Roku 1800 byl Napoleonem povolán na Pařížskou univerzitu. Na ní působil až do své smrti.
Zabýval se také výzkumem smykového tření a formuloval zákony, kterými se řídí. Na konci života začal zkoumat vnitřní tření kapalin.

## Odkaz
Z Coulombových objevů patří mezi nejvýznamnější popis elektrického pole a objev zákona, popisující sílu mezi náboji.
Je jedním ze 72 významných mužů, jejichž jméno je zapsáno na Eiffelově věži v Paříži.